# Diploria strigosa
Diploria strigosa är en korallart som först beskrevs av James Dwight Dana 1846.  Diploria strigosa ingår i släktet Diploria och familjen Faviidae. IUCN kategoriserar arten globalt som livskraftig. Inga underarter finns listade i Catalogue of Life.

## Bildgalleri

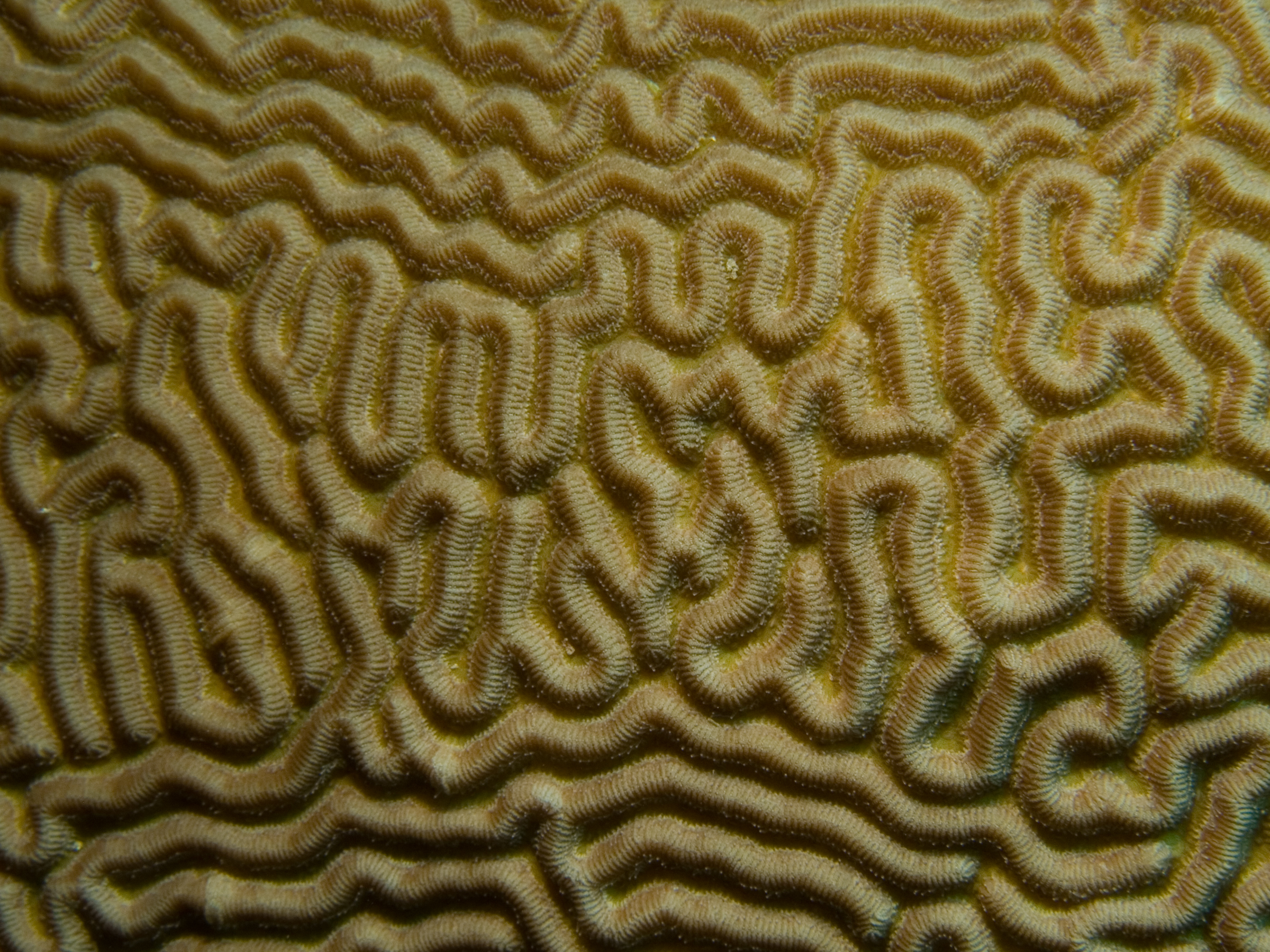